# Willa Jakuba Wiwe
Willa Jakuba Wiwe – willa przy ulicy Zielonej 21 w Łodzi.

## Historia
Willa została zbudowana w latach 1889-1890 na zlecenie Jakuba Wiwe oraz jego żony Natalii Wiwe z domu Rohrer. Jakub Wiwe był właścicielem znajdującej się niedaleko budynku przędzalni, którą prowadził razem z Henrykiem Federem. Autorem projektu architektonicznego willi był Ignacy Markiewicz. 
Od lat 60. XX w. w budynku mieści się Przedszkole Miejskie nr 8.